# Almost Never
Almost Never è una serie drammatica musicale britannica che è stata presentata in anteprima su CBBC il 15 gennaio 2019. La serie descrive in dettaglio le esperienze di due band immaginarie dopo le loro apparizioni in un reality show televisivo. Almost Never è interpretato da Nathaniel Dass, Harry Still, Oakley Orchard, Mya-Lecia Naylor, Miriam Nyarko, Lola Moxom, Lilly Stanion, Kimberly Wyatt, Tillie Amartey, Tyra Rayne e Aston Merrygold. Nel 2020 la serie viene rinnovata per una terza stagione che va in onda da luglio 2021. In Italia la serie viene trasmessa su Deakids.

## Trama
I Wonderland sono una boy band emergente e sono determinati a inseguire il loro sogno, mostrando a tutti il proprio talento.

## Episodi
| Stagione         | Episodi | Prima TV UK | Prima TV Italia |
| ---------------- | ------- | ----------- | --------------- |
| Prima stagione   | 13      | 2019        | 2021            |
| Seconda stagione | 13      | 2019        | 2022            |
| Terza stagione   | 10      | 2021        | TBA             |